# George-Gletscher
Der George-Gletscher ist ein Talgletscher im westlichen Abschnitt der Anare Mountains im ostantarktischen Viktorialand. Östlich des Mount Burch steigt er an und fließt in nordwestlicher Richtung am Mount Kelly vorbei zur Lillie-Gletscherzunge an der Pennell-Küste.
Der United States Geological Survey kartierte ihn anhand eigener Vermessungen und mithilfe von Luftaufnahmen der United States Navy zwischen 1960 und 1965. Das Advisory Committee on Antarctic Names benannte ihn 1970 nach dem US-amerikanischen Zoologen Robert Y. George (* 1936), der von 1967 bis 1968 auf der McMurdo-Station tätig war.